# Ascarididae
Die Ascarididae sind eine Familie der Spulwürmer, die als Parasiten im Dünndarm landlebendender Wirbeltiere leben. 

## Merkmale
Es handelt sich um runde, lange Würmer mit gut entwickelten Lippen. Zwischenlippen oder Zervikalflügel können ausgebildet sein. Der Ösophagus hat keine Blindsäcke. Die beiden Begattungsorgane der Männchen (Spicula) sind etwa gleich lang. Die Vulva der Weibchen liegt etwa in der Körpermitte. Der Uterus besitzt zwei bis sechs Aufzweigungen. Die Ascaridiae sind sowohl Geohelminthen, die Ansteckung erfolgt durch die Aufnahme der embryonierten Eier aus der kontaminierten Umgebung, oder Biohelminthen, die Ansteckung erfolgt also indirekt durch Aufnahme paratenischer Wirte.

## Innere Systematik
Die Familie enthält vier Unterfamilien mit folgenden Gattungen:
- Angusticaecinae
  - Amplicaecum
  - Angusticaecum
  - Raillietascaris
  - Hexametra
  - Ophidascaris
  - Polydelphis
- Ascaridinae
  - Ascaris
  - Bairdascaris
  - Baylisascaris
  - Freitasascaris
  - Krefftascaris
  - Lagochilascaris
  - Mehdiascaris
  - Paraheterotyphlum
  - Parascaris
  - Pelicanascaris
  - Pseudostrongyloides
  - Sprentascaris
  - Toxascaris
  - Travassosascaris
- Multicaecinae
  - Dujardinascaris
  - Hartwichia
  - Ortleppascaris
  - Multicaecum
  - Typhlophoros
- Toxocarinae
  - Mariporrocaecum
  - Paradujardinia
  - Porrocaecum
  - Seuratascaris
  - Toxocara

Die monotypische Gattung Amphisakis (Chakravarty & Majumdar, 1960) wurde in der Erstbeschreibung den Cucullanidae zugeordnet. Es wird vermutet, dass es sich um ein Larvenstadium eines Spulwurms handelt. Sie wird von Hodda den Ascaridinae zugeordnet. Bauruascaris (Cardia, Bertini, Camossi & Letizio, 2019) und Ascarites (Poinar & Boucot, 2006) sind nur durch fossile Funde von Eiern in Koprolithen von Reptilien dokumentiert. Die Erstbeschreibung der monotypischen Gattung Metascaris (Schuurmans Stekhoven, 1951) ist so lückenhaft, dass Gerhard Hartwich sie nicht in die CIH Keys to genera of the Ascaridoidea aufnahm. Neoascarophis wird von Hodda in die Toxocarinae eingeordnet, in den übrigen Darstellungen jedoch zu den Cystidicolidae gezählt. Die monotypische Gattung Mariporrocaecum, von Hodda ebenfalls den Toxocarinae zugeordnet, wird in einigen Datenbanken zu den Anisakidae gerechnet.